# Samba de gafieira
O samba de gafieira é um estilo de dança de salão brasileira, derivado do maxixe dançado no início do século XX.

## Dança

Passos de Samba de Gafieira (masculino)

Um dos principais aspectos observados no estilo samba de gafieira é a atitude do dançarino de frente a sua parceira: malandragem, proteção, exposição a situações surpresa, elegância e ritmo. Na hora da dança, o homem conduz a sua dama, e nunca o contrário.
Diz-se que, antigamente, o malandro da Lapa fazia uso de um terno branco, sapatos preto e branco, ou marrom e branco e, por debaixo do paletó, camisa preto e branca ou vermelha e branca, listradas horizontalmente, além de um Chapéu Panamá ou Palheta — há uma confusão sobre esses dois chapéus, parecidos de longe, porém, de perto, bem diferentes. Dentro do bolso, carregavam  uma navalha.
A mão sempre ficava dentro de um bolso da calça, segurando a navalha em prontidão para o ataque; a outra gesticulava normalmente; suas pernas não andavam uma do lado da outra, paralelas, mas sempre uma escondendo o movimento uma da outra, como se estivesse praticamente andando sobre uma linha. 
Dançando, o dito "malandro" sempre protege sua dama, dando a ela espaço para que ela possa se exibir para ele e para o baile inteiro ao seu redor e, ao mesmo tempo, impedindo uma aproximação de qualquer outro homem para puxá-la para dançar. Daí também a atitude de se sambar com os braços abertos, como se fosse dar um abraço, além de entrar no ritmo da música, proteger sua dama.

## Música
O samba de gafieira, enquanto gênero musical (enquanto música composta pensando nos passos dos dançarinos do samba de gafieira), inclui o samba-choro (especialmente o chamado choro de gafieira), o samba de breque e o samba sincopado.

## Passos da dança
Nome de alguns passos do samba de gafeira.
Passos tradicionais e passos modernos:
Em breve a lista completa e a sua ordem.
- gancho
- Quadrado
- Balanço
- pula a cerca
- pião ( e suas variações)
- Caminhada ( e suas variações)
- caminhada do malandro ( este é o nome que usamos atualmente) - é um passo muito antigo e era chamado de urubu malandro
- Romário ( moderna)
- assalto (moderna)
- cruzado
- facão
- facão invertido (moderna)
- elástico (moderna)
- puladinho( e todas suas variações)
- gancho redondo
- escova ( e suas variações)
- trança
- picadinho

## Programa internacional (syllabus)
Existe o programa padrão da dança utilizado em competições internacionais é chamado de syllabus, uma sequência de passos principais e oficiais para um determinado ritmo, escolhidos por uma entidade superior, neste caso a Imperial Society Teachers of Dance (ISTD).
Os syllabus dos ritmos são divididos em vários níveis – Bronze, Prata (Silver) e, Ouro (Gold) – em alguns casos os níveis podem ser sub-divididos em sub-níveis – por exemplo Bronze 1 (básico), 2 (intermediário), 3 (completo)- que equivalem a um grau de exames. No entanto existem níveis superiores, como o Gold Stars, Imperial Awards, Supreme Award, onde é necessário ter o domínio das cinco danças (latinas ou clássicas).
O sylabus de passos oficiais do samba:

#### Bronze
Bronze 1 (básico)
1. Movimentos básicos (Natural, Reverso/Reverse, Lateral/Side e, Progressivo)
2. Whisks (com giro da Dama Underarm Turn ou Lady UAT R&L)[6]
3. Caminhadas (Passeio/Promenade, Lateral/Side e, Estacionário/Stationary)
4. Quicada/Rhythm Bounce

Bronze 2 (intermediário)
1. Volta Movements
2. Travelling Bota Fogos Forward
3. Criss Cross Bota Fogos (Shadow Botafogos)
4. Travelling Bota Fogos Back
5. Bota Fogos to Promenade e Counter Promenade Position

Bronze 3 (completo)
1. Criss Cross Volta
2. Solo Spot Voltas
3. Foot Changes
4. Shadow Travelling Volta
5. Reverse Turn
6. Corta Jaca
7. Closed Rocks

#### Prata
1. Open Rocks
2. Back Rocks
3. Plait
4. Enrolando os braços/Rolling off the Arm
5. Argentine Crosses
6. Maypole
7. Shadow Circular Volta

#### Ouro
1. Contra Bota Fogos
2. Roundabout
3. Giro Natural
4. Giro Reverso
5. Passeio e Passeio Reverso/Promenade
6. Three Step Turn
7. Samba Locks
8. Cruzados Walks and Locks